# لطف حیرت‌آور (فیلم ۲۰۰۶)
لطف حیرت‌ انگیز (انگلیسی: Amazing Grace) فیلمی در ژانر زندگی‌نامه‌ای به کارگردانی مایکل اَپتِد است که در سال ۲۰۰۶ منتشر شد.

## خلاصهٔ داستان
داستان این فیلم دربارهٔ آرمان‌گرایی به نام ویلیام ویلبرفورس است که می‌کوشد تا از طریق پارلمان، تجارت برده و برده‌داری را در بریتانیا از بین ببرد…

## بازیگران
- یوان گریفید
- بندیکت کامبربچ
- آلبرت فینی
- مایکل گمبون
- روفوس سوئل
- کیران هایندز
- توبی جونز
- سیلوسترا لو توزل
- دیوید هانت
- نیکلاس وودسان
- نیکلاس دی